# 2005년 대만의 텔레비전 드라마 목록
다음은 2005년에 타이완의 텔레비전에서 방송되었던 드라마 프로그램을 나열한 목록이다.

## 작품 목록
- 《격투천왕》
- 《녹광살림》
- 《실연고근혜》
- 《쌍벽전설》
- 《이지재호니》
- 《악남댁급전》
- 《약령05》
- 《악마재신변》
- 《악작극지문》
- 《왕자변청와》
- 《절대쌍교 2005》
- 《종극일반》
- 《진명천녀》
- 《청불도적연인》
- 《풍중전사》
- 《해돈애상묘》
- 《향초연인관》

## 같이 보기
- 타이완의 텔레비전 드라마 목록
- 2000년대 타이완의 텔레비전 드라마 목록